# Top Hat (The Penguin)
"Top Hat" es el séptimo episodio de la miniserie de televisión de drama criminal estadounidense The Penguin, un spin-off de la película The Batman. El episodio fue escrito por el coproductor ejecutivo Vladimir Cvetko y dirigido por Kevin Bray. Se emitió por primera vez en HBO en Estados Unidos el 3 de noviembre de 2024 y también estuvo disponible en Max en la misma fecha.
Ambientada poco después de los eventos de la película, la serie explora el ascenso al poder de Oswald "Oz" Cobb / Penguin (interpretado por Colin Farrell) en el submundo criminal de Ciudad Gótica, aliado con un joven llamado Victor (Rhenzy Feliz), mientras también tiene que lidiar con la presencia de Sofia Falcone (Cristin Milioti), quien quiere respuestas sobre la desaparición de su hermano. En este episodio, Oz es llevado por Maroni a su base de operaciones, mientras Sofía secuestra a Francis. Los flashbacks representan la infancia de Oz, profundizando en su relación con su madre.
Según Nielsen Media Research, el episodio fue visto por aproximadamente 0,384 millones de espectadores en hogares y obtuvo una participación de audiencia de 0,07 entre los adultos de 18 a 49 años. El episodio recibió críticas positivas de los críticos, quienes elogiaron las actuaciones, el desarrollo de los personajes y el cierre del arco argumental de Maroni.

## Trama
En un flashback, un joven Oz vive con su madre Francis y sus hermanos Jack y Benny, y resiente el afecto que sus hermanos reciben de Francis. Mientras caminan por las calles, los tres hermanos se encuentran con el conocido criminal Rex Calabrese, quien les da 50 dólares. Jack lleva a sus hermanos a un ferrocarril subterráneo abandonado, donde juegan al escondite. Jack y Benny se esconden en un túnel de desbordamiento, al que ingresan a través de una escalera a la que es difícil acceder para el discapacitado Oz; un Oz enojado encierra a Jack y Benny en el túnel antes de irse a su casa. Mientras él y Francis miran Top Hat, Jack y Benny piden ayuda en vano ya que se ahogan en el túnel durante una tormenta.
En la actualidad, Oz llega a Crown Point y descubre que Víctor está inconsciente y que Francis ha desaparecido. Al despertar, Víctor le informa a Oz que Sofía se llevó a Francis. Cuando Sal llega con sus secuaces, Oz obliga a Víctor a huir. Sal ataca brutalmente a Oz, pero lo captura con vida para que pueda enfrentarse también a Sofía. Sofía ha llevado a Francis a su mansión, pero Francis no le tiene miedo y le dice que Oz la matará, antes de sufrir otro episodio de demencia. Rush le informa a Sofía que la policía busca interrogar a Gia en su orfanato, ya que ella es la única testigo de la muerte de los Falcone.
Sal obliga a Oz a llevarlo a su base de operaciones, declarando que el negocio del Bliss ahora le pertenece. Oz provoca a Sal a una pelea, aprovechando la oportunidad para que sus hombres apaguen las luces y comiencen un tiroteo. Oz gana la partida durante una pelea con Sal, pero Sal muere repentinamente de un ataque cardíaco; Oz está decepcionado por no poder matar personalmente a su rival. Sofía visita a Gia en el orfanato, donde Gia revela que encontró una máscara de gas en su bolso y se pregunta si mató a su familia. Sofía afirma su inocencia, solo para descubrir que Gia se ha estado haciendo daño durante su estadía. Sofía le dice a Gia que su familia era mala y merecía morir, y que ella merece algo mejor que los Falcone como familia. Oz llama a Sofía para informarle de la muerte de Sal y le ofrece el imperio criminal de Maroni y su operación del Bliss a cambio del regreso sano y salvo de Francis.
Sofía regresa a la mansión y le admite a Rush que se ha desilusionado de su posición después de ver el dolor que le ha causado a Gia, por lo que ha aceptado el trato de Oz. Sin embargo, Rush la convence de seguir adelante con su deseo de ver sufrir a Oz. Sofía envía una camioneta al interior de la base de operaciones de Oz y lo llama desde otra parte de la ciudad para decirle que le ha enviado un regalo. Oz, pensando que el cuerpo de Francis está en el auto, descubre explosivos y se esconde en el túnel mientras las bombas detonan, destruyendo la base y matando a todos sus hombres. En otro flashback, un joven Oz y Francis van a un club de jazz, donde Francis le pide a Oz que tenga el éxito suficiente para finalmente brindarle una vida feliz, lo cual Oz promete. En el presente, Oz se recupera de la explosión y resurge, solo para ser noqueado por el detective que Sofia sobornó para secuestrar a Ervad.

## Producción

### Desarrollo
El episodio fue escrito por el coproductor ejecutivo Vladimir Cvetko y dirigido por Kevin Bray. Fue el primer crédito como guionista para Cvetko y el segundo crédito como director para Bray.

### Escritura
Sobre la muerte de Maroni, Clancy Brown dijo: "Sal tiene una expresión de miedo porque sabe que está sufriendo un ataque cardíaco y muriendo. Iba a matarlo. Estaba listo para hacerlo. Lo estaba haciendo activamente cuando sucedió. Entonces se trata de la frustración de Oz porque él también es un animal y quiere ganar, quiere matar. Quiere ser un depredador".  Según Brown, la escena originalmente iba a mostrar a Maroni vertiendo gasolina sobre Oz. La idea fue descartada, ya que el equipo de producción temía que la gasolina arruinara el maquillaje de Farrell: "Realmente puedes arruinarlo incluso vertiéndole agua, porque absorbería toda el agua y eventualmente se empaparía y sería aún más miserable para Colin usarlo". 
Cristin Milioti elogió la escena en la que Sofía visita a Gia en el orfanato: "Recuerdo haber leído esa escena y pensar: 'Dios mío, es una escena tan brutal. Pero estaba tan emocionada y conmovida por ella; es tan complicada. Pero, por supuesto, esto es lo que haría esta persona. Lo que también es hermoso de esa escena es que ella está literalmente tratando de quemar el legado de su padre hasta los cimientos y dice: 'No soy como él, es un monstruo', y le hace exactamente lo mismo a esta niña. La sentencia a exactamente la misma vida, en cierto modo, pero realmente cree que le está haciendo un servicio a esa niña. En su mente, está haciendo lo correcto: 'Te estoy salvando de algo que no conoces', mientras arruina la vida de esta niña".  Agregó: "El horror de ese momento para ella es darse cuenta de que se ha convertido en la persona contra la que más se opone. El hecho de que todo suceda en esa secuencia es tan hermoso". 

## Recepción

### Audiencia
En su emisión original en Estados Unidos, "Top Hat" fue visto por un estimado de 0,384 millones de espectadores en hogares, con un 0,07 en el grupo demográfico de 18 a 49 años. Esto significa que el 0,07 por ciento de todos los hogares con televisor vieron el episodio.  Esto representó un aumento del 18% en la audiencia con respecto al episodio anterior, que fue visto por un estimado de 0,324 millones de espectadores en hogares, con un 0,08% en el grupo demográfico de 18 a 49 años. 

### Reseñas críticas
"Top Hat" recibió críticas positivas de los críticos. El sitio web agregador de reseñas Rotten Tomatoes informó una calificación de aprobación del 100% para el episodio, con una calificación promedio de 8.2/10 y basada en 10 reseñas de críticos.
Tyler Robertson de IGN le dio al episodio un "aceptable" 6 de 10 y escribió en su veredicto: "El penúltimo episodio de El Pingüino continúa una tendencia de problemas de ritmo al final del juego, ya que las cosas terminan relativamente en el mismo lugar en el que estaban al principio de 'Top Hat'. Hay momentos cerca del final que parecen conducir hacia un final emocionante, pero el intento de profundizar la relación de Oz con su madre a través de un flashback al día en que Jack y Benny murieron es superficial. Es otro episodio que se siente lleno de detalles necesarios pero poco satisfactorios".
William Hughes de The AV Club le dio al episodio una calificación de "B+" y escribió: "Excepto por los flashbacks, El Pingüino ha mantenido a Oz y Sofia separados el uno del otro durante cuatro episodios completos en este punto, después de haber presentado argumentos sólidos para afirmar que son la pareja más eléctrica del programa. Farrell, más que nadie en esta serie, se alimenta de sus compañeros de escena, por lo que la idea de que estos dos se enfrenten de una vez por todas, posiblemente con Francis al margen para complicar las cosas, es realmente emocionante".
Andy Andersen de Vulture le dio al episodio una calificación de 4 estrellas de 5 y escribió: "Si la historia de origen de terror de Sofia the Hangman en el episodio cuatro, "Cent'Anni", demostró que El Pingüino es una historia esencial de Ciudad Gótica, "Top Hat" pasará a la historia como el capítulo que selló el trato".  Josh Rosenberg de Esquire escribió: "El Pingüino todavía está aquí afuera con ese acento de Jersey y acurrucándose con Ma como si ya no tuviera cuarenta años más. Sin embargo, no podemos divertirnos demasiado. HBO necesita recordarles a los espectadores de vez en cuando que el gánster genial con el que nos gusta pasar el rato todas las semanas no es un buen tipo. Incluso a una edad temprana, Oz era malo hasta la médula". 
Joe George de Den of Geek le dio al episodio una calificación de 4 estrellas de 5 y escribió: "A nivel de trama, todo esto tiene sentido y es (en cierta medida) fiel a los orígenes del cómic moderno de Penguin. Pero a nivel temático, los flashbacks no agregan nada. ¿Oz siempre ha sido cruel y manipulador? ¿Oz causó el dolor de su madre? En el fondo, Oz es solo un hijo del medio que quiere atención".  Nate Richard de Collider le dio al episodio una calificación de 8 de 10 y escribió: ""Top Hat" comienza haciéndonos creer que el episodio puede ser otro flashback, esta vez sobre la infancia de Oz. Si bien eso ocupa una buena parte de la historia, incluido el flashback hacia el final, el resto del episodio es trepidante, estresante y lúgubre. La muerte de Salvatore Maroni puede haber parecido un poco demasiado anticlimática, pero esa era claramente la intención". 
Lisa Babick de TV Fanatic le dio al episodio una calificación de 4.3 estrellas de 5 y escribió: "No es que pudiéramos pensar que sería otra cosa, pero "Top Hat" definitivamente arroja una luz brutal sobre lo que hizo de Oz, bueno... Oz. Cuando Colin Farrell dijo hace un tiempo que al final de The Penguin, terminaríamos odiando a Oz, no estaba bromeando".  Chris Gallardo de Telltale TV le dio al episodio una calificación de 4.5 estrellas de 5 y escribió: "Aunque los episodios anteriores, como "Gold Summit" y "Homecoming", se centraron particularmente en hacer avanzar la narrativa, este es diferente. Aquí, esos hilos finalmente se entrelazan no solo para atar cabos sueltos, sino para profundizar en sus yoes más duros. Como una buena forma de decirlo, "los tiempos desesperados requieren medidas desesperadas". 